# Kościół św. Elżbiety Węgierskiej w Kluczu
Kościół pod wezwaniem św. Elżbiety Węgierskiej w Kluczu – drewniana, barokowa świątynia wzniesiona w 1610 roku, znajdująca się w Kluczu (gmina Ujazd, województwo opolskie).

## Historia
Kościół pochodzi z 1610, parafia jest jeszcze starsza, gdyż powstała już w 1310. W 1748 świątynia została przebudowana, pozostając w niezmienionym kształcie do dziś. Z XVIII wieku zachowało się w drewnianej budowli mnóstwo zabytków: ambona z czterema ewangelistami, świeczniki ławkowe, feretron z wizerunkiem świętej Anny oraz obraz Gloria Krzyża. Najstarszym zabytkiem w kościele jest fragment kamiennej chrzcielnicy z początków XIV wieku, oraz rzeźby gotyckie: św. Jadwigi z ok. 1400 i Matki Boskiej Bolesnej z ok. 1500.
Proboszcza wymieniono po raz pierwszy w 1319, a w rejestrze świętopietrza z 1447 parafia została wyliczona w archiprezbiteracie ujazdowskim.

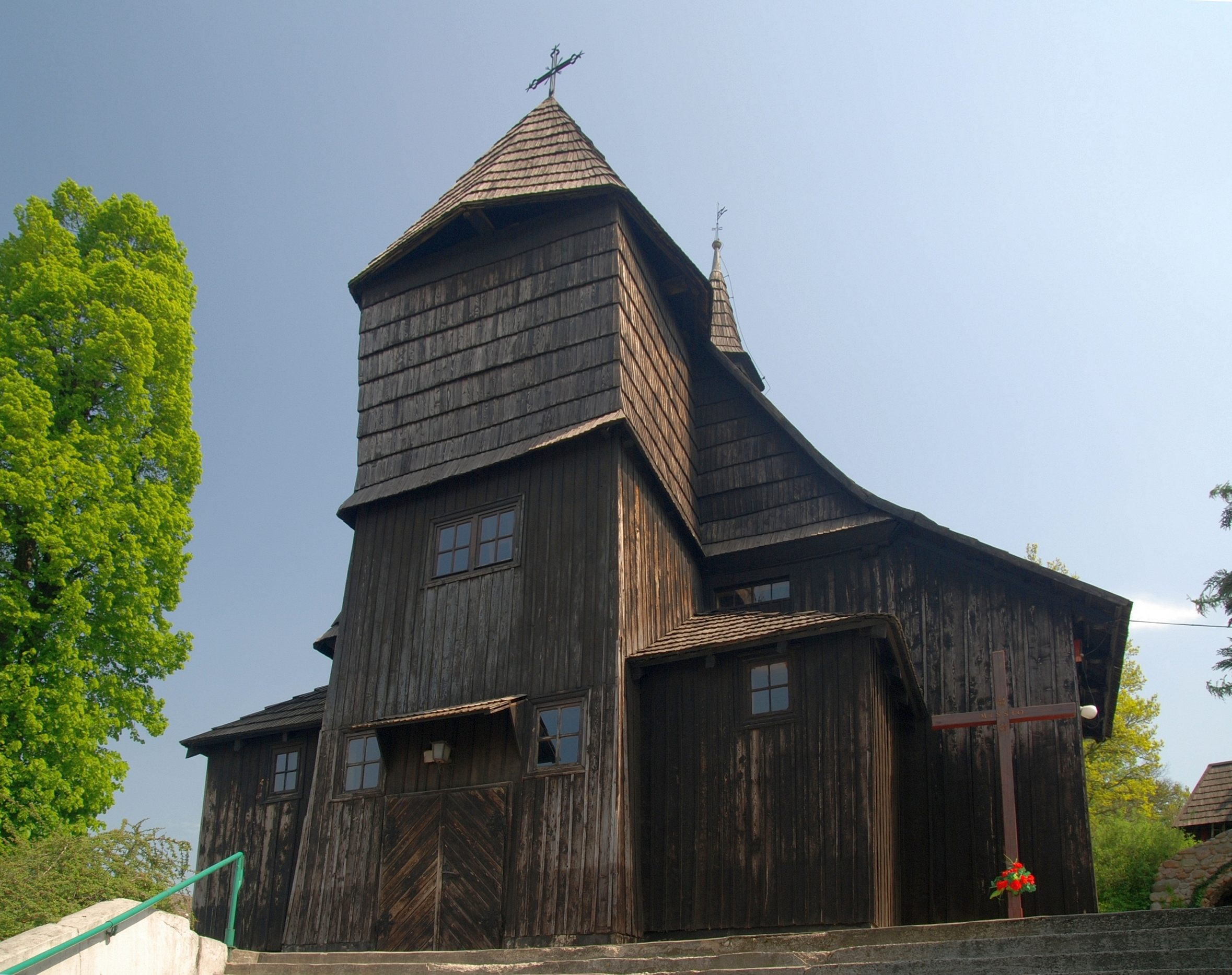
Elewacja frontowa
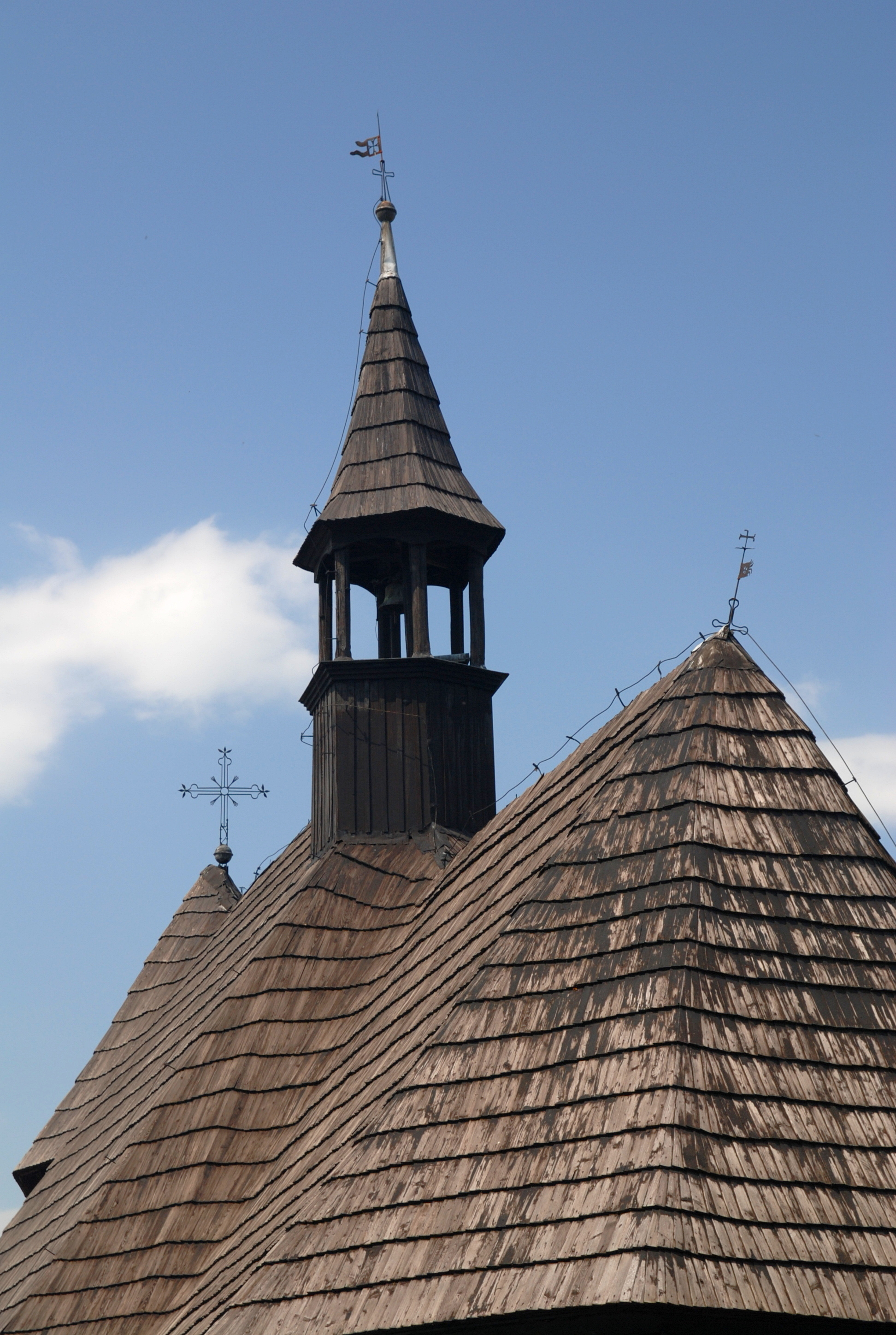
Dach
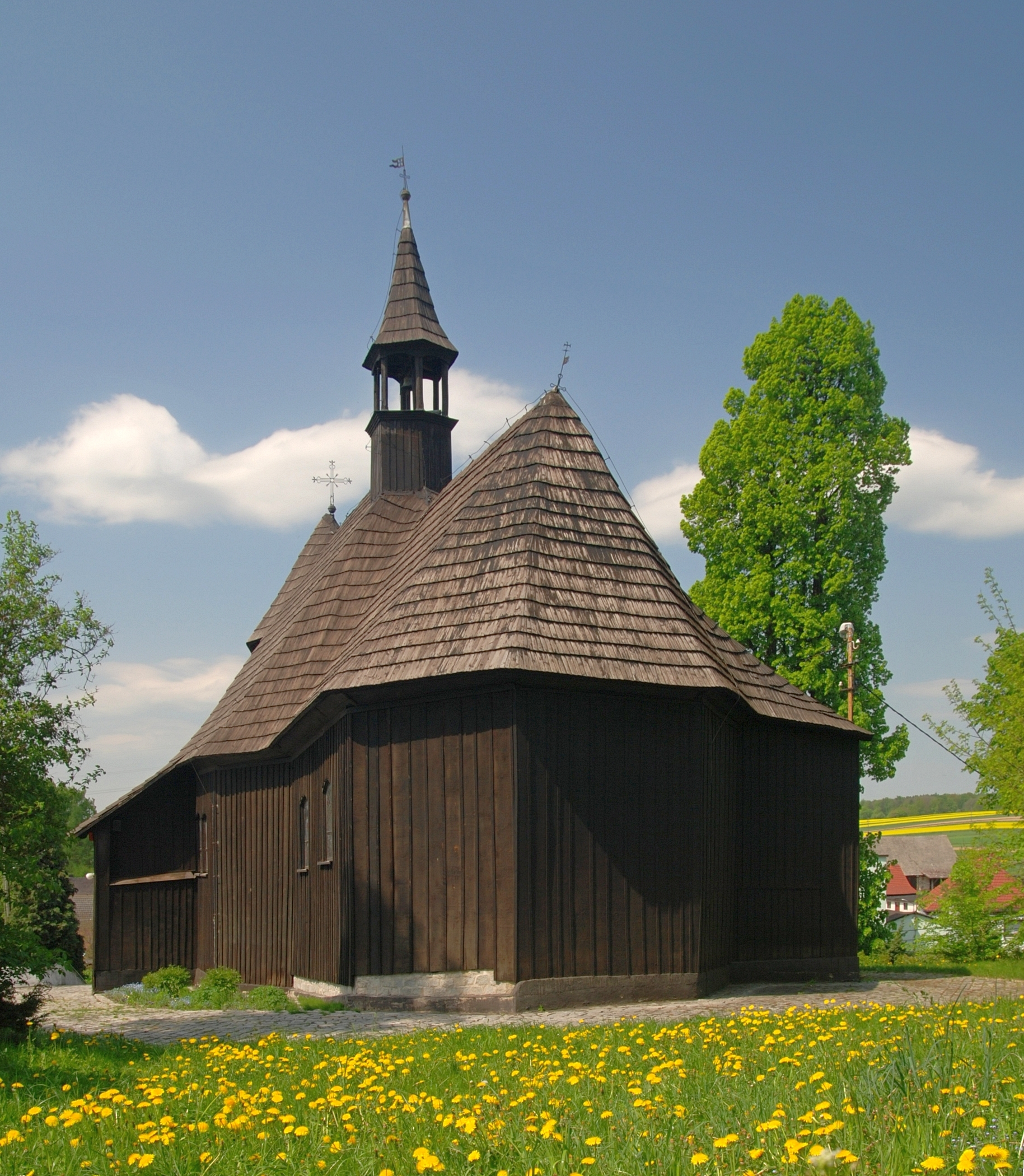
Od strony prezbiterium

## Architektura
Kościół drewniany, wybudowany w stylu barokowym, orientowany, jednonawowy, o konstrukcji zrębowej, na podmurowaniu, z wieżą słupową, złączona z nawą.
Prezbiterium zamknięte trójbocznie, przylegającą zakrystią, z lożą kolatorską na piętrze. Nawa pokryta stropem płaskim, natomiast w prezbiterium strop zaokrąglony po bokach. Od zachodniej części do nawy przylega kwadratowa wieża z bocznymi przybudówkami. Chór muzyczny wsparty na 2 słupach, z prostym parapetem zdobionym w części środkowej. Ściany świątyni, z zewnątrz są szalowane, natomiast wejścia i okna zwieńczone spłaszczonym łukiem. Dachy siodłowe, kryte gontem, przechodzą na zakrystię i kruchtę. Nad nawą znajduje się ośmioboczna wieżyczka wraz z latarnią oraz ostrosłupowym daszkiem gontowym. Dach wieży, łączący się z dachem nawy, posiada kształt namiotowy. Wejście do kościółka znajduje się pod wieżą z ozdobnym nadprożem. Drzwi zdobi wykładka zamka w kształcie postaci ludzkiej. Pozostałe wejścia do świątyni posiadają drzwi klepkowe z okuciami.

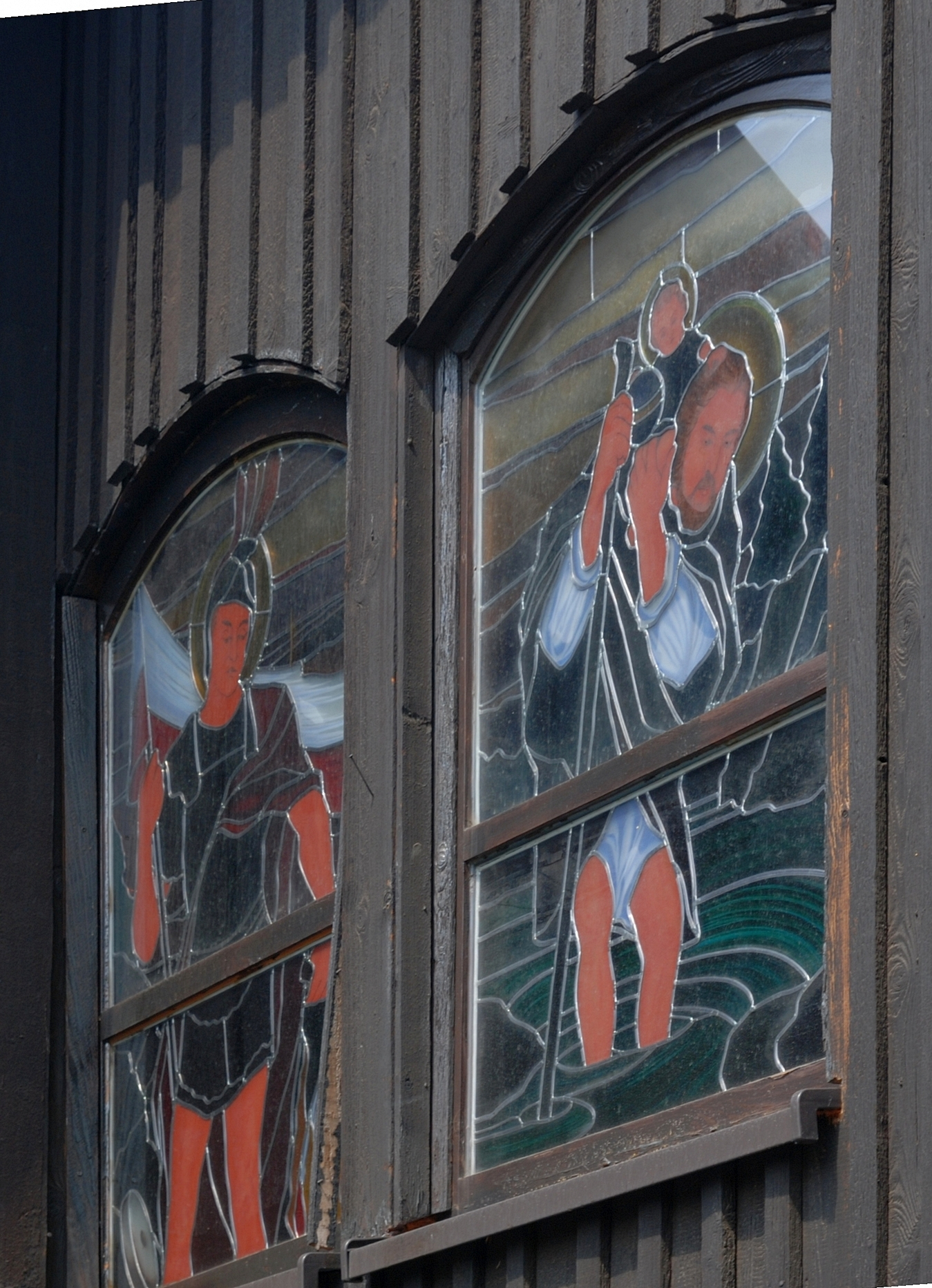
Okna
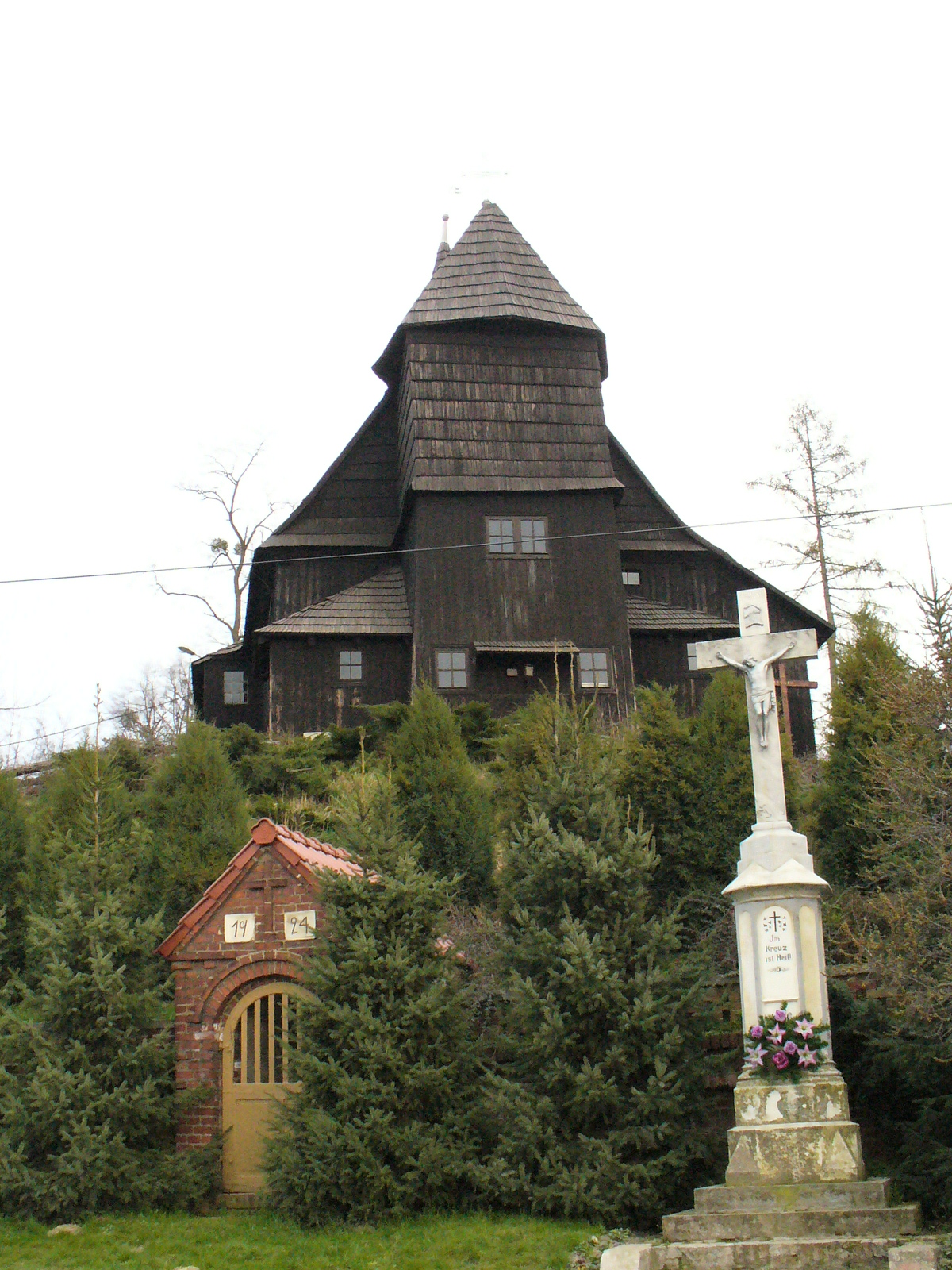
Widok ogólny

## Prace renowacyjne 2003–2004
W listopadzie 2003 ze stropu świątyni zdjęto boazerię. Odkryto wówczas doskonale zachowane dziewiętnastowieczne malowidła z wizerunki doktorów kościoła: Augustyna, Hieronima, Ambrożego i Grzegorza, ewangelistów: Jana, Marka, Mateusza i Łukasza oraz liczne ornamenty. Od 1981 sufit był zasłonięty drewnianą boazerią. O ukrytym zabytku dowiedziała się od mieszkańców Ewa Rurynkiewicz, wicemarszałek województwa, i zdecydowała o odsłonięciu sufitu.
W styczniu 2004 fragment płótna się odkleił. Wówczas ksiądz Józef Żyłka, proboszcz parafii, ze zdumieniem odkrył, że pod nim widoczne są ornamenty. Okazało się, że jest to malowany na drewnie obraz Gloria Krzyża, datowany na 1748, czas powstania współczesnego kościółka. Na prace renowacyjne bardzo szybko znalazły się pieniądze. Tadeusz Kauch, burmistrz Ujazdu, przeznaczył z kasy gminy 35 tysięcy złotych, 5 tysięcy dołożyła rada sołecka z Klucza, a 15 tysięcy zapewnił Urząd Marszałkowski Woj. Opolskiego. Patronat nad pracami objęło strzeleckie stowarzyszenie Karola Cebuli "Rozwój i gospodarka".
W przetargu na przeprowadzenie prac renowacyjnych zwyciężyli konserwatorzy z częstochowskiej pracowni dzieł sztuki. W lipcu, sierpniu i wrześniu przeprowadzili renowacje, które objęły powierzchnię 139,4 m kw. stropu. Kolejnym krokiem była decyzja proboszcza o wymianie przegniłych fundamentów kościoła, by ochronić zabytki przed wilgocią. Ostatecznie, w grudniu prace remontowe dobiegły końca.

## Proboszczowie
- 1319 – ks. Piotr
- 1324 – ks. Christian
- 1610-1639 – ks. Tyberciusz Tość
- 1639-1676 – ks. Jakub Ignacy Twordów
- 1676-1682 – ks. Jan Ignacy Januszewicz
- 1682-1690 – ks. Jakub Franciszek Śliwka
- 1690-1708 – ks. Jerzy Antoni Gezel
- 1708-1738 – ks. Grzegorz Giemza
- 1738-1776 – ks. Szymon Jan Mönnich
- 1776-1816 – ks. Sebastian Szafarz
- 1816-1821 – ks. Jan Dzierze
- 1821-1828 – ks. Walenty Tohak
- 1828-1860 – ks. Rajmund Szary
- 1860-1860 – ks. Ernest Weinhold
- 1860-1876 – ks. Jan Mücke
- 1886–1903 – ks. Bernard Rzechułka
- 1903-1904 – ks. Józef Wocka
- 1904-1928 – ks. Franciszek Karkosz
- 1928-1929 – ks. Eugeniusz Kopiec
- 1929-1932 – ks. Leon Urbański
- 1932-1945 – ks. Wiktor Mika
- 1945-1957 – ks. Gerhard Gołąbek
- 1957-1974 – ks. Władysław Lewicki
- 1974-1980 – ks. Wolfgang Hutka
- 1980-1985 – ks. Edgar Loch
- od 1985 – ks.Józef Żyłka